# Leonardo DiCaprio-filmográfia
Leonardo DiCaprio amerikai színész, filmproducer.
Színészi pályafutását gyerekszínészként televíziós sorozatokban kezdte, majd 1991-ben, tizenhét évesen megkapta első filmes szerepét a Rémecskék 3. című horror-vígjátékban. A színészi áttörést az 1993-as Ez a fiúk sorsa jelentette számára, a főszerepre személyesen Robert De Niro választotta ki, alakítását dicsérték a kritikusok. Világhírnévre az 1990-es évek közepén tett szert: az 1996-os Rómeó + Júlia és különösen az 1997-es Titanic című film népszerű hollywoodi hírességgé tette a színészt. A 2000-es évektől DiCaprio olyan filmekben szerepelt, mint a Kapj el, ha tudsz (2002), az Aviátor (2004), a Véres gyémánt (2006), A part (2006), a Viharsziget (2010), az Eredet (2010), a Django elszabadul (2012) és A nagy Gatsby (2013). Legújabb filmje a 2013-as A Wall Street farkasa, illetve a 2015-ös A visszatérő című életrajzi kalandfilm. 2016-ban az Özönvíz előtt című dokumentumfilm elkészítésében vett részt, producerként és narrátorként.
Pályafutása során olyan rendezőkkel dolgozott együtt, mint James Cameron, Martin Scorsese, Ridley Scott, Woody Allen, Clint Eastwood vagy Quentin Tarantino. Leggyakoribb filmes magyar hangja Hevér Gábor.
DiCaprio saját filmprodukciós céggel rendelkezik, az Appian Way Productions filmjei közé tartozik a 2007-es Az utolsó óra vagy a 2009-es Az árva.
Filmes alakításaiért a színész ezidáig hat Oscar-jelölést kapott, ebből egyet sikerült elnyernie: 2015-ös A visszatérő című filmjéért megkapta a a legjobb férfi főszereplőnek járó díjat. Összesen tizenegy Golden Globe-jelöléséből hármat nyert el: Golden Globe-díj a legjobb férfi főszereplőnek – filmdráma (Aviátor, A visszatérő) és Golden Globe-díj a legjobb férfi főszereplőnek – zenés film vagy vígjáték (A Wall Street farkasa).
A Box Office Mojo elnevezésű, a filmek jegyeladási statisztikáival foglalkozó weboldal szerint DiCaprio filmes szerepléseivel eddig összesen több mint 2,5 milliárd dolláros bevételt termelt, ez filmenként átlagosan 100 millió dollárt jelent. A Box Office Mojo rangsora alapján DiCaprio a legjobban kereső színészek közé tartozik.

## Filmográfia

### Film

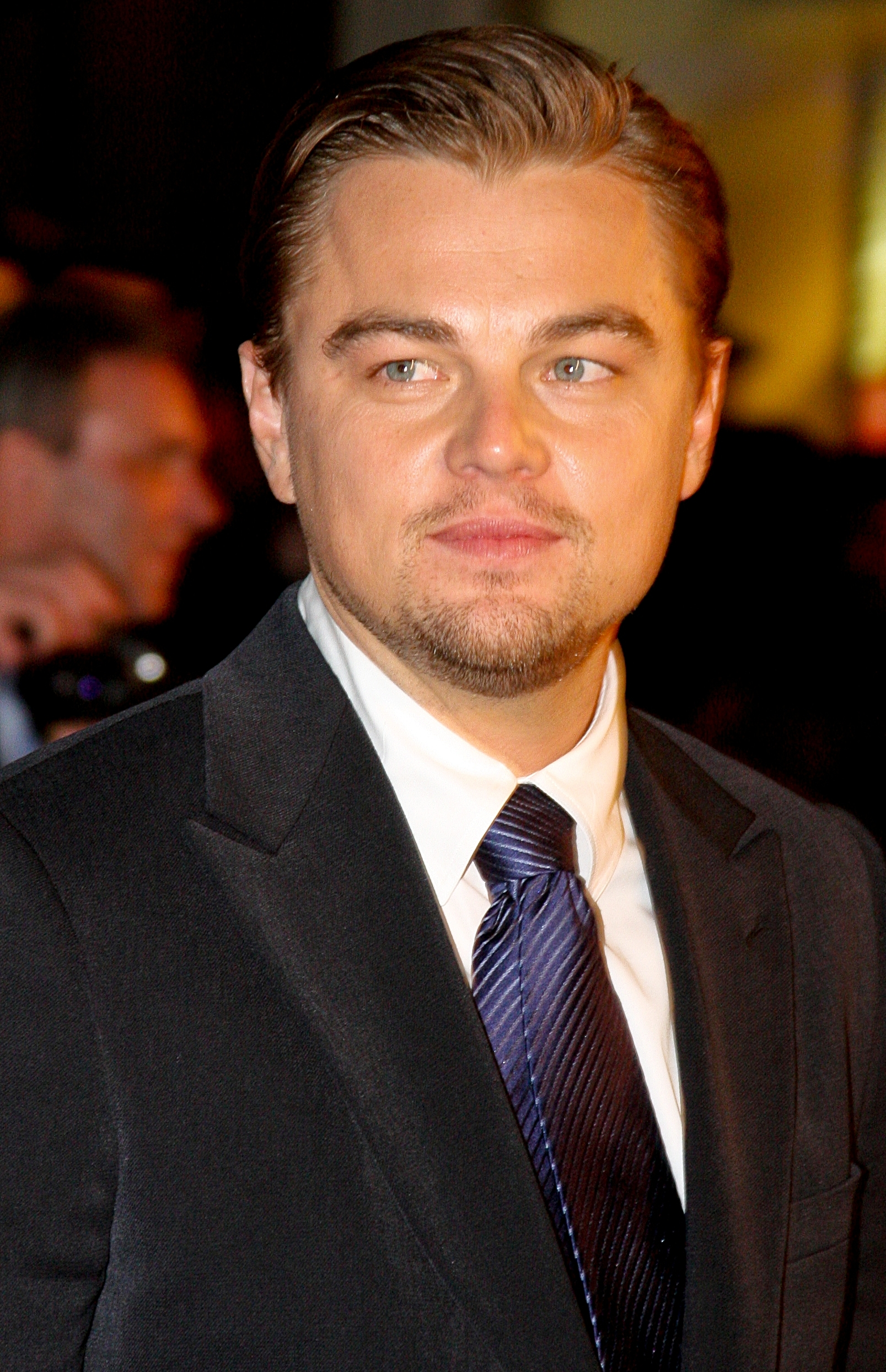
DiCaprio 2008-ban

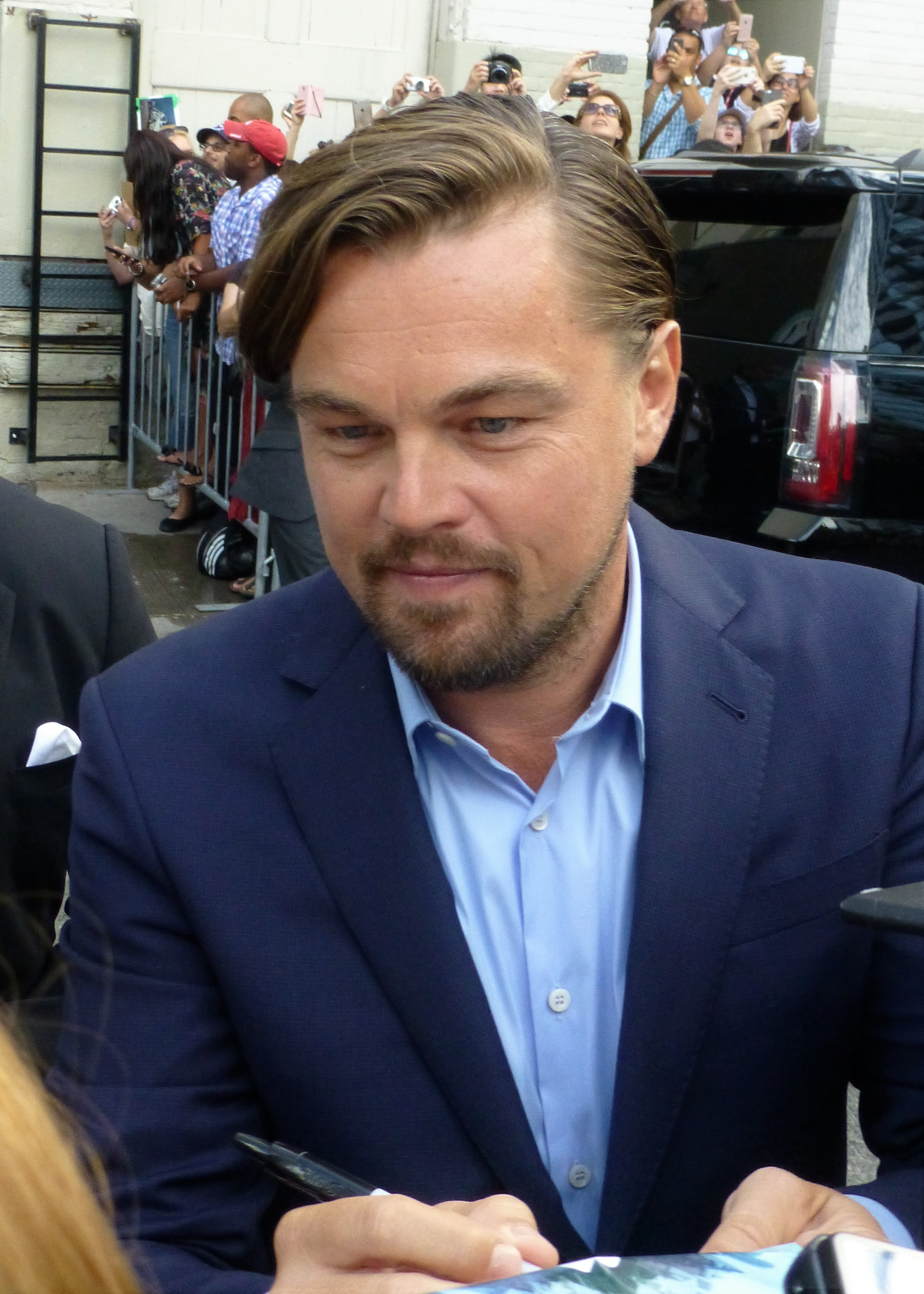
Az Özönvíz előtt premierjén 2016-ban

- Filmproducer
- † – Vezető producer

Színész
| Év   | Magyar cím                          | Eredeti cím                         | Szerep                       | Magyar hang     | Rendező                     |
| ---- | ----------------------------------- | ----------------------------------- | ---------------------------- | --------------- | --------------------------- |
| 1991 | Rémecskék 3.                        | Critters 3                          | Josh                         | Bíró Attila     | Kristine Peterson           |
| 1992 | Poison Ivy – Szex, hazugság, bosszú | Poison Ivy                          | srác (statiszta)             | nem szólal meg  | Katt Shea                   |
| 1993 | Ez a fiúk sorsa                     | This Boy's Life                     | Tobias 'Toby' Wolff          | Bolba Tamás     | Michael Caton-Jones         |
| 1993 | Gilbert Grape                       | What's Eating Gilbert Grape         | Arnie Grape                  | Bolba Tamás     | Lasse Hallström             |
| 1994 |                                     | The Foot Shooting Party (rövidfilm) | Bud                          |                 | Annette Haywood-Carter      |
| 1995 | Egy kosaras naplója                 | The Basketball Diaries              | Jim Carroll                  | Bor Zoltán      | Scott Kalvert               |
| 1995 | Gyorsabb a halálnál                 | The Quick and the Dead              | Fee Herod, 'A Kölyök'        | Markovics Tamás | Sam Raimi                   |
| 1995 | Gyorsabb a halálnál                 | The Quick and the Dead              | Fee Herod, 'A Kölyök'        | Hevér Gábor     | Sam Raimi                   |
| 1995 | Teljes napfogyatkozás               | Total Eclipse                       | Arthur Rimbaud               | Alföldi Róbert  | Agnieszka Holland           |
| 1996 | Rómeó + Júlia                       | Romeo + Juliet                      | Romeo Montague               | Kaszás Gergő    | Baz Luhrmann (1.)           |
| 1996 | Marvin szobája                      | Marvin's Room                       | Hank                         | Hevér Gábor     | Jerry Zaks                  |
| 1997 | Titanic                             | Titanic                             | Jack Dawson                  | Hevér Gábor     | James Cameron               |
| 1998 | A vasálarcos                        | The Man in the Iron Mask            | XIV. Lajos/Fülöp             | Hevér Gábor     | Randall Wallace             |
| 1998 | Sztárral szemben                    | Celebrity                           | Brandon Darrow               | Hevér Gábor     | Woody Allen                 |
| 2000 | A part                              | The Beach                           | Richard                      | Kaszás Gergő    | Danny Boyle                 |
| 2001 | Don kocsmája                        | Don's Plum                          | Derek                        | Hevér Gábor     | R. D. Robb                  |
| 2002 | Kapj el, ha tudsz                   | Catch Me If You Can                 | Frank William Abagnale       | Hevér Gábor     | Steven Spielberg            |
| 2002 | New York bandái                     | Gangs of New York                   | Amsterdam Vallon             | Hevér Gábor     | Martin Scorsese (1.)        |
| 2004 | Aviátor †                           | The Aviator                         | Howard Hughes                | Hevér Gábor     | Martin Scorsese (2.)        |
| 2006 | A tégla                             | The Departed                        | William 'Billy' Costigan Jr. | Hevér Gábor     | Martin Scorsese (3.)        |
| 2006 | Véres gyémánt                       | Blood Diamond                       | Danny Archer                 | Hevér Gábor     | Edward Zwick                |
| 2007 | Az utolsó óra                       | The 11th Hour                       | önmaga / narrátor            |                 | Nadia és Leila Conners      |
| 2008 | Hazugságok hálója                   | Body of Lies                        | Roger Ferris                 | Hevér Gábor     | Ridley Scott                |
| 2008 | A szabadság útjai                   | Revolutionary Road                  | Frank Wheeler                | Hevér Gábor     | Sam Mendes                  |
| 2010 | Viharsziget                         | Shutter Island                      | Edward "Teddy" Daniels       | Hevér Gábor     | Martin Scorsese (4.)        |
| 2010 | Eredet                              | Inception                           | Dom Cobb                     | Hevér Gábor     | Christopher Nolan           |
| 2011 | J. Edgar – Az FBI embere            | J. Edgar                            | John Edgar Hoover            | Hevér Gábor     | Clint Eastwood              |
| 2012 | Django elszabadul                   | Django Unchained                    | Calvin J. Candie             | Hevér Gábor     | Quentin Tarantino (1.)      |
| 2013 | A nagy Gatsby                       | The Great Gatsby                    | Jay Gatsby                   | Hevér Gábor     | Baz Luhrmann (2.)           |
| 2013 | A Wall Street farkasa               | The Wolf of Wall Street             | Jordan Belfort               | Hevér Gábor     | Martin Scorsese (5.)        |
| 2015 | A visszatérő                        | The Revenant                        | Hugh Glass                   | Hevér Gábor     | Alejandro González Iñárritu |
| 2015 |                                     | The Audition (rövidfilm)            | önmaga                       |                 | Martin Scorsese (6.)        |
| 2016 | Özönvíz előtt (dokumentumfilm)      | Before the Flood                    | önmaga                       | Hevér Gábor     | Fisher Stevens              |
| 2019 | Volt egyszer egy Hollywood          | Once Upon a Time in… Hollywood      | Rick Dalton                  | Hevér Gábor     | Quentin Tarantino (2.)      |
| 2019 | Forrongó jég (dokumentumfilm)       | Ice on Fire                         | narrátor                     | Hevér Gábor     | Leila Conners               |
| 2021 | Ne nézz fel!                        | Don't Look Up                       | Dr. Randall Mindy            | Hevér Gábor     | Adam McKay                  |
| 2023 | Megfojtott virágok †                | Killers of the Flower Moon          | Ernest Burkhart              | Hevér Gábor     | Martin Scorsese (7.)        |
| 2025 | Egyik csata a másik után            | The Battle of Baktan Cross          | Bob Ferguson                 |                 | Paul Thomas Anderson        |

Filmproducerként
| Év   | Magyar cím                | Eredeti cím                                  | Feladatkör | Feladatkör | Megjegyzések                   |
| Év   | Magyar cím                | Eredeti cím                                  | Producer   | Narrátor   | Megjegyzések                   |
| ---- | ------------------------- | -------------------------------------------- | ---------- | ---------- | ------------------------------ |
| 2004 | Aviátor                   | The Aviator                                  | Vezető     | Nem        |                                |
| 2004 | A Richard Nixon-merénylet | The Assassination of Richard Nixon           | Vezető     | Nem        |                                |
| 2007 | Az utolsó óra             | The 11th Hour                                | Igen       | Igen       | dokumentumfilm forgatókönyvíró |
| 2007 | Kertész az édenkertben    | Gardener of Eden                             | Igen       | Nem        |                                |
| 2009 | Az árva                   | Orphan                                       | Igen       | Nem        |                                |
| 2011 | A lány és a farkas        | Red Riding Hood                              | Igen       | Nem        |                                |
| 2011 | A hatalom árnyékában      | The Ides of March                            | Vezető     | Nem        |                                |
| 2013 | Vakszerencse              | Runner, Runner                               | Igen       | Nem        |                                |
| 2013 | A harag tüze              | Out of the Furnace                           | Igen       | Nem        |                                |
| 2013 | A Wall Street farkasa     | The Wolf of Wall Street                      | Igen       | Nem        |                                |
| 2014 |                           | Virunga                                      | Vezető     | Nem        | dokumentumfilm                 |
| 2015 |                           | Catching the Sun                             | Vezető     | Nem        | dokumentumfilm                 |
| 2015 |                           | Cowspiracy                                   | Vezető     | Nem        | dokumentumfilm                 |
| 2016 |                           | The Ivory Game                               | Vezető     | Nem        | dokumentumfilm                 |
| 2016 | Özönvíz előtt             | Before the Flood                             | Igen       | Igen       | dokumentumfilm                 |
| 2016 | Az éjszaka törvénye       | Live by Night                                | Igen       | Nem        |                                |
| 2018 | Delirium                  | Delirium                                     | Igen       | Nem        |                                |
| 2018 | Robin Hood                | Robin Hood                                   | Igen       | Nem        |                                |
| 2018 |                           | Struggle: The Life and Lost Art of Szukalski | Igen       | Nem        |                                |
| 2019 | Forrongó jég              | Ice on Fire                                  | Igen       | Igen       | dokumentumfilm                 |
| 2019 |                           | And We Go Green                              | Igen       | Nem        |                                |
| 2019 | Richard Jewell balladája  | Richard Jewell                               | Igen       | Nem        | dokumentumfilm                 |
| 2021 |                           | The Loneliest Whale: The Search for 52       | Vezető     | Nem        | dokumentumfilm                 |
| 2021 |                           | Fin                                          | Vezető     | Nem        | dokumentumfilm                 |
| 2023 | Megfojtott virágok        | Killers of the Flower Moon                   | Vezető     | Nem        |                                |

### Televízió
| Év        | Magyar cím                  | Eredeti cím                             | Szerep               | Megjegyzések                                     |
| --------- | --------------------------- | --------------------------------------- | -------------------- | ------------------------------------------------ |
| 1989      | Az új Lassie                | The New Lessie                          | fiatal fiú           | 1 epizód                                         |
| 1990      |                             | The Mickey Mouse Club                   | Alex                 | 1 epizód                                         |
| 1990      |                             | The Outsiders                           | verekedő fiú         | 1 epizód                                         |
| 1990      |                             | Santa Barbara                           | fiatal Mason Capwell | 5 epizód                                         |
| 1990–1991 | Vásott szülők               | Parenthood                              | Garry Buckman        | 12 epizód                                        |
| 1991      | Roseanne                    | Roseanne                                | Darlene osztálytársa | 1 epizód                                         |
| 1991–1992 |                             | Growing Pains                           | Luke Brower          | 23 epizód                                        |
| 2008–2010 |                             | Greensburg                              | nem szerepel         | televíziós sorozat társalkotó és vezető producer |
| 2014      | Saturday Night Live         | Saturday Night Live                     | önmaga (cameoszerep) | 1 epizód (Jonah Hill / Bastille)                 |
| 2018      |                             | The Men Who Built America: Frontiersmen | nem szerepel         | minisorozat (vezető producer)                    |
| 2020      |                             | Grant                                   | nem szerepel         | minisorozat (vezető producer)                    |
| 2020      | A Mercury-program űrhajósai | The Right Stuff                         | nem szerepel         | minisorozat (vezető producer)                    |
| 2020      |                             | Whose Vote Counts, Explained            | narrátor             | dokusorozat (1 epizód)                           |
| 2021      |                             | The Titans That Built America           | nem szerepel         | minisorozat (vezető producer)                    |
| 2022      |                             | Theodore Roosevelt                      | nem szerepel         | minisorozat (vezető producer)                    |

## Fordítás
Ez a szócikk részben vagy egészben  a   Leonardo DiCaprio filmography című angol Wikipédia-szócikk fordításán alapul.  Az eredeti cikk szerkesztőit annak laptörténete sorolja fel. Ez a jelzés csupán a megfogalmazás eredetét és a szerzői jogokat jelzi, nem szolgál a cikkben szereplő információk forrásmegjelöléseként.

## Kapcsolódó szócikk
- Leonardo DiCaprio díjai és jelölései